# Гельфанов, Руслан
Руслан Гельфанов (род. 8 мая 1995, Санкт-Петербург, Россия) — австрийский и российский хоккеист, крайний нападающий. В настоящее время выступает за второй состав «Клагенфурта», выступающего в Альпийской хоккейной лиге.

## Биография
Руслан Гельфанов — воспитанник хоккейной школы «Локомотив» Санкт-Петербург. С 2010 года выступает за австрийский клуб «Филлах». В сезоне 2012/13 выступал за клуб МХЛ «Патриот». В сезоне 2013/14 дебютировал в высшей лиге Австрии. В 2015 году выступал за юниорскую сборную Австрии в первом дивизионе юниорского чемпионата мира по хоккею с шайбой. За «Филлах» провёл 6 матчей в Лиге чемпионов 2014/15.